# 小行星2561
小行星2561（2561 Margolin）是一颗围绕太阳公转的小行星。1969年10月8日，柳德米拉·切爾尼赫在克里米亚发现了此天体。
該小行星以蘇聯武器設計師米哈伊爾·弗拉基米羅維奇·馬戈林（Mikhail Vladimirovich Margolin）命名。
这颗小行星的绝对星等为275.9270970711035等。